# Folininsyre
 Ikke at forveksle med Folsyre.
Folininsyre er en organisk syre. Den er ligesom folinsyre et B9-vitamin. Folininsyre anvendes medicinsk til behandling af bivirkninger af methotrexat (MTX) (immundæmpende lægemiddel, der anvendes i behandlingen af fx leddegigt og psoriasis) og generelt som antidot (modgift) ved forgiftninger med methotrexat eller andre folinsyreantagonister. Salte af folininsyre kaldes folinater. Folininsyre kan gives medicinsk i form af calciumsaltet calciumfolinat. Der er flere diastereomerer af folininsyre. Den biologisk aktive stereomer af folininsyre er levofolininsyre (også kendt som  isovorin).

## Medicinsk anvendelse
De fleste kommercielt tilgængelige medicinske præparater indeholder en racemisk blanding af L- og D-folinsyre (i Danmark som calciumfolinat "Ebewe" og calciumfolinat "Hospira"), men præparater med den optisk rene, biologisk aktive form (L--isomeren levofolininsyre) er også tilgængelig i Danmark som præparatet Isovorin.

### Kombination med 5-fluoruracil (5-FU)
Folininsyre bliver anvendt i synergisk kombination med cytostatikumet 5-fluoruracil (5-FU) i kemoterapi ved behandling af tyktarmskræft og andre tumorer. Folininsyre binder sig til enzymet thymidilat synthase og sænker dermed den intracellulære koncentration af thymidilat, hvorved den cytostatiske virkning af 5-FU forstærkes.

### Som modgift
Folininsyre bliver også anvendt som modgift ved behandling med methotrexat (MTX). Methotrexat virker som folsyre-antagonist og inhiberer kompetitivt og reversibelt enzymet dihydrofolat reduktase (DHFR). 
Ved indgift af højdosis methotrexat skal en såkaldt "folininsyre-rescue" iværksættes, dvs. virkningen af methotrexat skal antagoniseres gennem regelmæssig indgift af folininsyre for at undgå mukositis. I praksis bliver methotrexat givet som infusion i ca. 4 timer, og 24 timer derefter begynder man med folininsyre-rescue i form folininsyre-infusion hver 6. time, indtil methotrexat-niveauet når under den kritiske grænse (< 0,1 µM).
Folininsyre anvendes ligeledes som modgift ved methanolforgiftning. Stoffet gives intravenøst seks gange i døgnet i 1-2 døgn.